# Саратов
Сара́тов (на руски: Саратов) е град, административен център на Саратовска област, Русия. Наименованието му произлиза от тюркското „Саръ тау“ (Жълта планина). Населението му към 1 януари 2018 е 844 858 души.

## География
Разположен е на 858 км югоизточно от Москва, на десния висок бряг на Волга (Волгоградското водохранилище). Крупен транспортен възел (железопътен и автомобилен), речно пристанище, международна аерогара.

## История
Официално е основан на 2 (12) юли 1590 г. от княз Г. О. Засекин и болярина Ф. М. Туров като крепост за охрана на Волжкия търговски път. В края на XVIII век става център на Саратовското наместничество, а след това - на Саратовска губерния. През 1870 г. е прокаран железопътна линия Тамбов – Саратов, съединила го с Москва и Петербург; започнал бърз ръст на промишлеността, градът става един от крупните в Русия (наред с Нижни Новгород и Самара) центрове за търговия със зърно и зърнени продукти. От 1928 до 1932 г. Саратов е център на Нижневолжки, от 1934 – на Саратовски край, а от 1936 – на Саратовска област. Бурно развитие получава през Втората световна война, когато тук от запада на СССР са евакуирани редица заводи и военни училища.

## Съвременност
Саратов е известен в страната център на висшето образование и науката. Освен един измежду най-старите в Русия Саратовски държавен университет функционират още десетина висши училища. Развито е машиностроенето, нефтената и химическата промишленост. До 1990 г. е закрит град (не са допускани чужденци), тъй като в града са работили няколко крупни предприяти, от отбранителната промишленост като Саратовския авиационен завод, произвеждащ военни и граждански самолети. Много промишлени предприятия са изпълнявали и поръчки за съветската космическа програма.

## Известни личности
Родени в Саратов
- Роман Абрамович (р. 1966), предприемач и политик, милиардер, бивш губернатор на Чукотка, собственик на Челси
- Борис Громов (р. 1943), офицер и политик
- Владимир Конкин (р. 1951), актьор
- Олег Табаков (р. 1935), актьор
- Николай Чернишевски (1828 – 1889), писател

Починали в Саратов
- Николай Вавилов (1887 – 1943), биолог

Други
- Юрий Гагарин (1934 – 1968), космонавт, учи в града през 1951 – 1955

## Побратимени градове
- Варна, България